# Voltea pa' que te enamores
Voltea pa' que te enamores  est une telenovela vénézuélienne diffusée en 2006-2007 sur Venevisión.

## Distribution
- Daniela Alvarado : Dileidy María López (La novia)
- Jonathan Montenegro : Luis Fernando García Malavé (El novio)
- Mimi Lazo : Gladis López (La Gladis)
- Adrian Delgado : Aureliano Márquez (El motorizado)
- Pedro Moreno : Rodrigo Karam
- Carolina Perpetuo : María Antonia « La Nena » Cifuentes Soublette vda de Aristiguieta
- Franklin Virgüez : Gabriel « Gabito » Márquez
- Rafael Romero : Gonzalo Malavé
- Sonia Villamizar : Pascua « Pascuita » de Guzmán
- Juan Manuel Montesinos † :  Ramón « Monchito » Guzmán
- María Antonieta Duque : Matilde Sánchez de Malavé
- Rolando Padilla : Dorotheo « Theo » Rincón (El huesito e' pollo)
- Elba Escobar : Eglee Malavé de García
- Carlos Mata : Rómulo García
- Raúl Amundaray : José Tadeo Malavé
- Martín Lantigua † : Constantino Benitez
- Manuel Escolano : Marco Aurelio Granados (le docteur)
- Anabell Rivero : Betzaida « Betzaidita » Conde (La talla cero)
- Zair Montes : Feliz « Felicita » Guzmán (La gordita de mente)
- José Luis Useche : Santiago Benitez (El lagartijo)
- Patricia Schwarzgruber :  Tatiana « Tatianita » Aristiguieta Cifuentes (La catirita)
- Marisol Matheus : Rosita de Malavé
- Lisbeth Manrique : María José (La abogada)
- Prakriti Maduro : Yenilúz Rincón
- Damián Genovese : Gerson López
- Sindy Aoun : Cristina « Cristinita » García Malavé (La gordita)
- Vanessa Pose : Alegría Guzmán
- Cristian McGaffney : Ernesto Sánchez
- Erika Santiago : Yuraima (La pocahontas)
- María Fernanda León : María Gracia López (La miss)
- Héctor Zambrano : Héctor
- Rafael Silva : Alexis López
- Luis José Santander : Francisco « Paco » Aristiguieta (El difunto / Rubio e' sa mère)
- Violeta Alemán : Remedios
- Elio Pietrini : Nestor Conde
- Mirtha Pérez : Nelly de Conde
- Beatriz Valdés : Yesénia

## Diffusion internationale
- Venevisión (2006-2007; 2014, rediffusion)
- Novelisma
- TCS
- Guatevisión
- Repretel
- Telemetro
- TC Televisión
- RCN Televisión
- Galavisión
- Telefutura
- Antena Latina
- Canal 13
- Zone Romantica